# کورتنو
کورتنو (به لهستانی:  Korytno) یک روستا در لهستان است که در گمینا ماسووویتسه واقع شده‌است.
 کورتنو  ۴۰۰ نفر جمعیت دارد.